# Ragnvald Jarl
Das Motorschiff Ragnvald Jarl ist ein 1956 gebautes ehemaliges Schiff der Hurtigruten, das im Liniendienst vor der norwegischen Küste eingesetzt war. Es diente von 1995 bis 2007 unter dem Namen Gann als Schulschiff für die Rogaland Sjøaspirantskole, danach bis 2019 unter dem Namen Sjøkurs für die Sørlandets Maritime Vidergående Skole. 2020 wurde das Schiff an Vestland Classic verkauft und trägt seither wieder seinen ursprünglichen Namen.

## Das Schiff

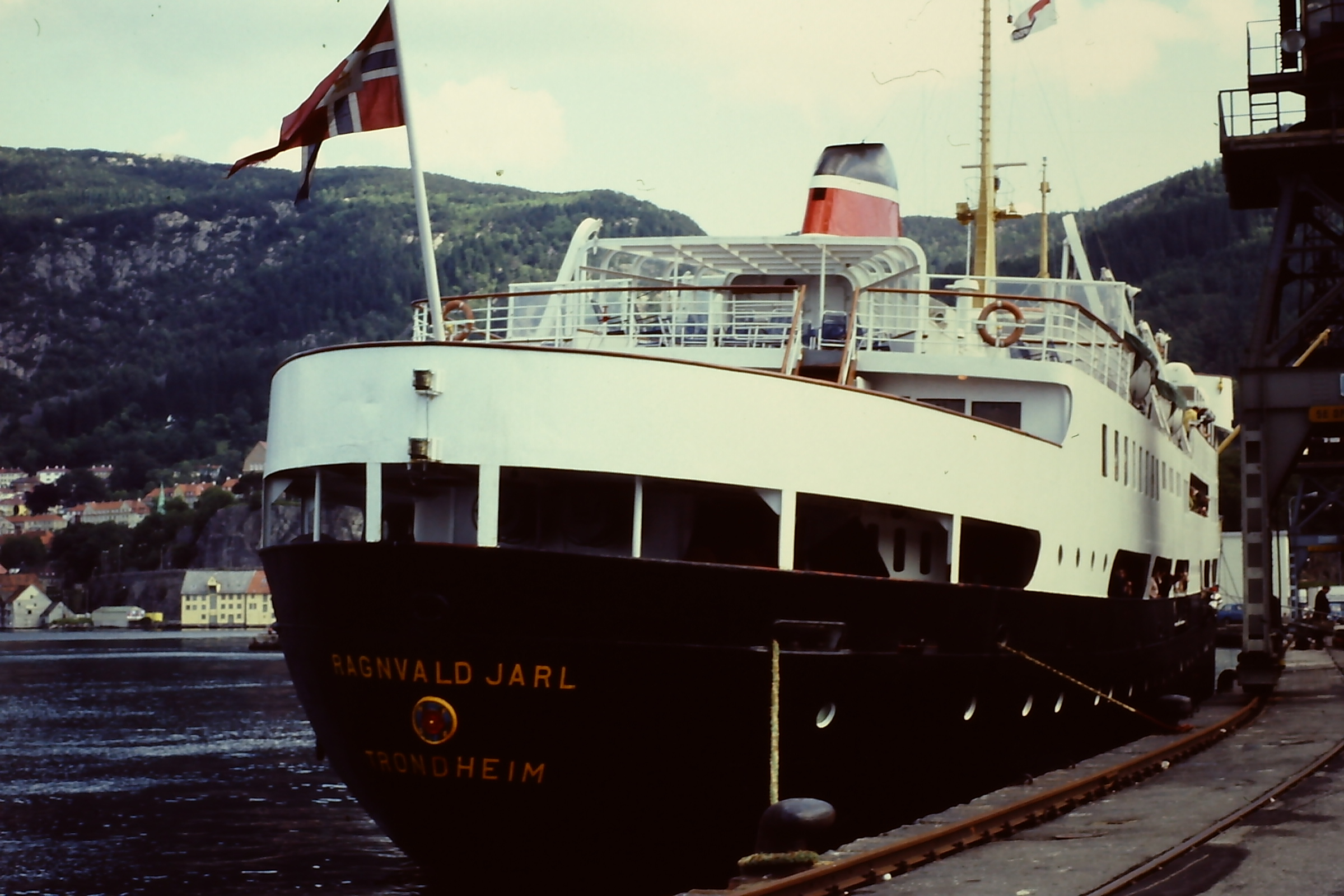
Ragnvald Jarl, Heckansicht

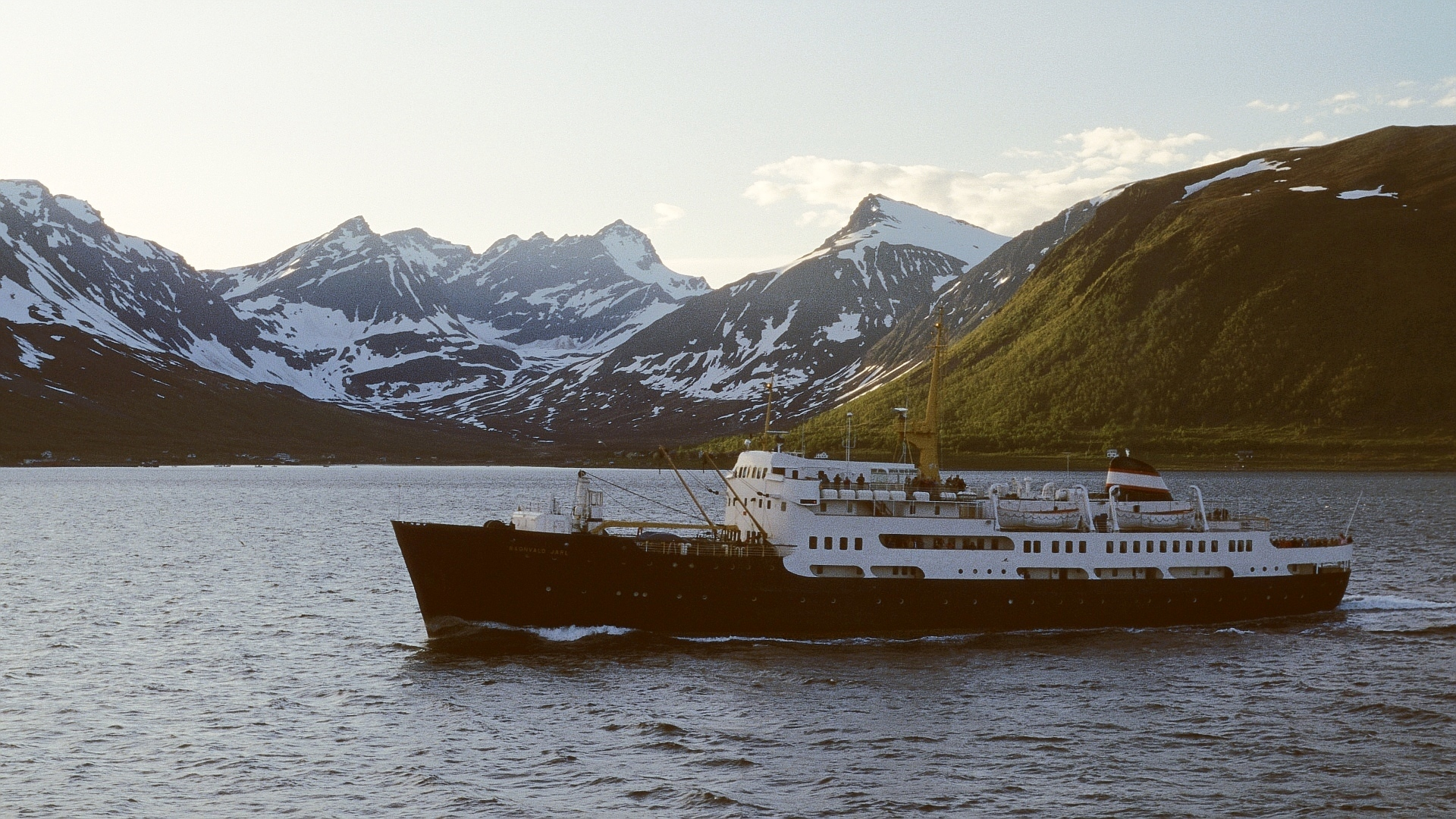
Ragnvald Jarl nordgehend (Juni 1994)

Das Schiff wurde im Jahr 1956 bei Blohm + Voss in Hamburg unter der Baunummer 789 gebaut und am 24. Juli 1956 an die Hurtigruten-Reederei NFDS übergeben. Ihre ebenfalls in Hamburg gebauten Schwesterschiffe waren die Nordstjernen sowie die alte Finnmarken. Ihren ersten Einsatz im Liniendienst auf der Hurtigrute hatte das neue Schiff am 28. Juli 1956. Dieser Schiffsneubau war Teil eines groß angelegten Neubauprogrammes der Hurtigrutenreedereien, die ihre kriegsbedingten Verluste durch zehn nahezu baugleiche Schiffe ausgleichen mussten.
Das Schiff ist 81,24 Meter lang, 12,65 Meter breit und hat einen Tiefgang von 5,07 Meter. Es war früher mit 2196,15 Bruttoregistertonnen vermessen. Der Zehnzylinder-MAN-Dieselmotor leistet 2.950 PS, damit erreicht das Schiff ein Reisegeschwindigkeit von maximal 16,9 Knoten.
Das Schiff wurde im Jahr 1983 auf der Werft Mjellem & Karlsen in Bergen umfassend renoviert; dabei erfuhren vor allem die Kabinen eine gründliche Überarbeitung und wurden großenteils mit eigenen Nasszellen ausgestattet. Die maximal zulässige Passagierzahl reduzierte sich von zuvor 585 auf 410 Personen. Auch die Zahl der Betten an Bord reduzierte sich von 205 auf 144 nach dem Umbau.

## Verbleib und weiterer Einsatz

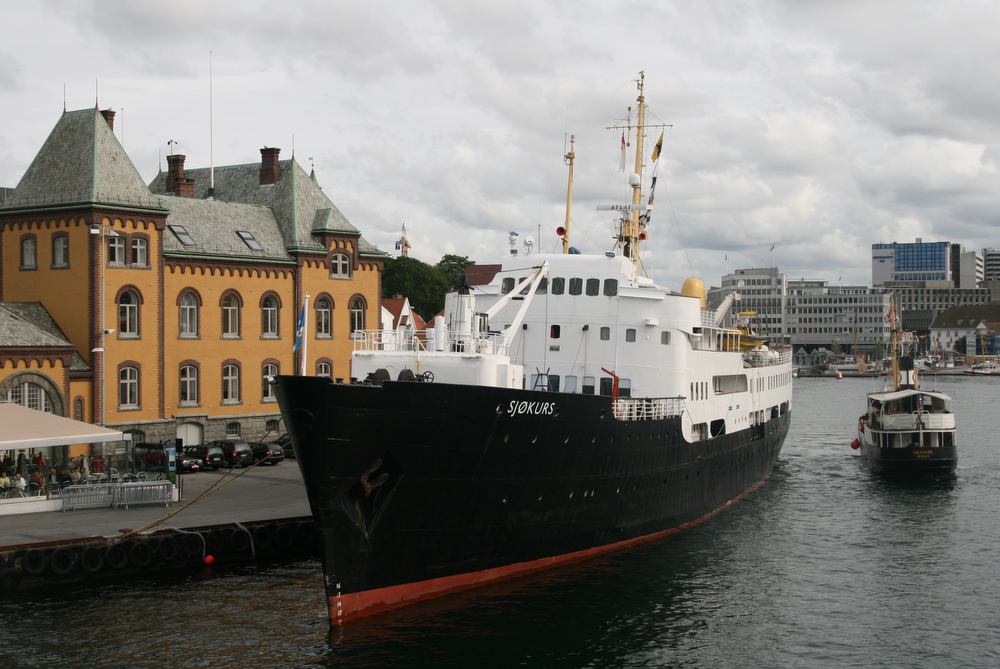
Sjøkurs, die ehemalige Ragnvald Jarl

Das Schiff verließ mit dem Ende des Sommerfahrplans am 9. September 1995 den Liniendienst auf der Hurtigrute und wurde für 10 Millionen Norwegische Kronen an die in Stavanger beheimatete Rogaland Sjøaspirantskole verkauft. Das auf Gann umgetaufte und umfassend renovierte Schiff wurde fortan zu Ausbildungszwecken und als Touristenschiff eingesetzt.
Am 5. Februar 2007 wurde die neue Gann, die ehemalige Narvik in Dienst gestellt. Die alte Gann wurde am 9. März 2007 an die Sørlandets Maritime Vidergående Skole in Kristiansand verkauft, wo sie unter dem Namen Sjøkurs (übersetzt: Seekurs) als Schulschiff eingesetzt wurde. Im Sommer 2013 wurde die Fernseh-Talkshow Sommeråpent des norwegischen Rundfunks NRK vom 21. Juni bis 10. August von Bord der Sjøkurs aus gesendet, die in dieser Zeit verschiedene Häfen entlang der norwegischen Küste anlief. Ein ähnliches Programm wurde auch 2015 durchgeführt.
Im Januar 2019 gab die Sørlandets Maritime Vidergående Skole bekannt, das Schiff nicht weiter einzusetzen, da ein Umbau nach den aktuellen Vorschriften der Schule zu teuer wäre.
Im März 2020 wurde die Sjøkurs an die Vestland Classic verkauft, welche schon Eigner der Nordstjernen ist, wieder auf ihren ursprünglichen Namen Ragnvald Jarl getauft und nach Danzig zur Restaurierung überführt. Die Renovierungsarbeiten sollen sehr umfassend sein, wobei möglichst viele historische Elemente erhalten bleiben sollen. Mit Stand Anfang 2025 dauern die Arbeiten noch an.